# Rocco Matteo
Rocco Matteo (* in Toronto, Ontario) ist ein  kanadischer Szenenbildner, Art Director und Produzent.

## Leben und Leistungen
Rocco Matteos Eltern waren italienische Einwanderer. Er studierte Architektur an der University of Toronto und besuchte dann ein Jahr das Ontario College of Art. Er arbeitete einige Jahre für Designfirmen. Als Freischaffender schuf er danach Bühnenbilder für Opern und Theaterbühnen. Schließlich wandte er sich dem Filmbereich zu. 1995 entwarf er Dekorationen für das romantische Filmdrama Der scharlachrote Buchstabe (The Scarlet Letter) mit Demi Moore als Hauptdarstellerin. Im Frühjahr 1998 wurde er für die dramatische Fernsehserie Nikita (La Femme Nikita) bei den Gemini Awards nominiert. Matteo prägte neben Kostümbildnerin Laurie Drew wesentlich den minimalistischen Stil und den charakteristischen Look der Serie, in der das Aussehen oft mehr verrät als die spärlichen Worte. Er trat bei dieser Agentenserie von Joel Surnow mit den Hauptdarstellern Peta Wilson und Roy Dupuis auch als ausführender Produzent (Executive Producer) auf. 2005 wurde er für Lives of the Saints für einen DGC Craft Award der Directors Guild of Canada nominiert. Im Jahr 2006 wirkte er am Kinofilm The Sentinel – Wem kannst du trauen? (The Sentinel) mit Michael Douglas, Kiefer Sutherland, Eva Longoria und Kim Basinger mit.
Als Production Designer ist Matteo für die Szenenbilder und als Art Director für die Bauten bzw. den Dekorationsbau verantwortlich.

## Filmografie
| - 1995: Die Hafenratte (The Wharf Rat) - 1996: Tucker James der Highschool Blitz (Flash Forward) (4 Folgen) (Fernsehserie) - 1996: Killer Cops – Mörder in Uniform (Gang in Blue) - 1997–2000: Nikita (La Femme Nikita) (88 Folgen) (Fernsehserie) - 1999: Willkommen in Freak City (Freak City) - 2001: Mutant X (22 Folgen) (Fernsehserie) - 2002: Chasing Cain: Face - 2002: Interstate 60 - 2003: Die Hochzeit meiner Traumfrau (The One) - 2003: The Cheetah Girls - 2003: Playmakers (Fernsehserie) - 2004: Blood - 2004: Lives of the Saints - 2004: Samantha: An American Girl Holiday - 2005: Kojak (Pilotfolge) - 2005: Kojak - 2005: The Power Strikers (Fernsehserie) - 2005: Shania: A Life in Eight Albums | - 1992: Großvaters Geständnis (The Secret) - 1993: Matrix (Fernsehserie) - 1993: Szenen einer Familie (Family Pictures) - 1993: Indian Summer – Eine wilde Woche unter Freunden (Indian Summer) - 1993: John F. Kennedy – Wilde Jugend (J.F.K.: Reckless Youth) - 1994: Robocop (Fernsehserie) - 1995: Shock Treatment - 1996: Eine Familie zum Kotzen (The Stupids) - 1996: Der Untergang der Cosa Nostra (Gotti) - 1996: Rebound: The Legend of Earl 'The Goat' Manigault - 2006: The Sentinel – Wem kannst du trauen? (The Sentinel) - 1988: Die Unzertrennlichen (Dead Ringers) – als art department trainee - 1992: The Sound and the Silence – als assistant art director - 1995: Der scharlachrote Buchstabe (The Scarlet Letter) – als set designer - 2002: My Big Fat Greek Wedding |

### Ausführender Produzent
- 1997–2001: Nikita (La Femme Nikita) (Fernsehserie)